# Angelic Smile/WINTER PARTY
《Angelic Smile／WINTER PARTY》是BREAKERZ的第3張單曲，於2008年11月5日由ZAIN RECORDS發售。

## 收錄曲目
1. Angelic Smile
  - 作詞、作曲：DAIGO　編曲：BREAKERZ
2. WINTER PARTY
  - 作詞、作曲：DAIGO　編曲：BREAKERZ

## 記錄参加
- Ikuo - 貝斯
- 永井利光 - 爵士鼓

## 音樂合作
- 日本電視台系列《スッキリ!!》11月度結尾曲（#1）
- 千葉電視台《MU-GEN》11月度主題曲（#1）

## 收錄專輯
- BIG BANG!（#1,2、#1是BIG BANG! MIX、#2是BIG BANG! Version）
- BREAKERZ BEST 〜SINGLE COLLECTION〜（#1,2）